# Cicatriz de circuncisão

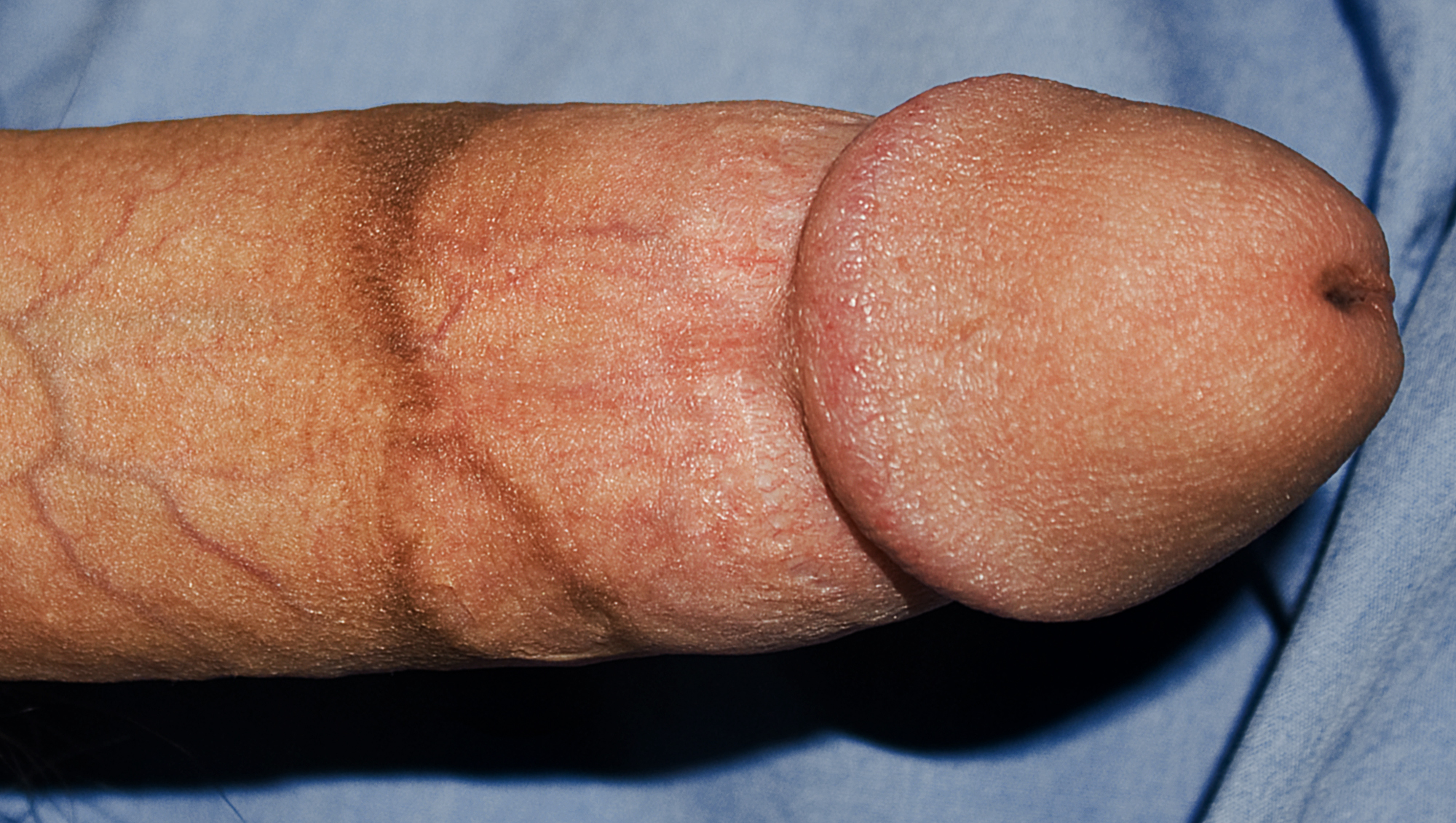
Pênis com cicatriz de circuncisão visível

Nos homens que foram circuncidados, a cicatriz da circuncisão refere-se à cicatriz após a circuncisão ter sido curada. Em alguns casos, a cicatriz pode ser de cor mais escura e, em todos os casos, envolverá o eixo do pênis.

## Aparência
A cicatriz, que circunda completamente o eixo do pênis, está localizada no limite da pele do fuste e do prepúcio interno remanescente, que é a porção do prepúcio que não foi removida durante a circuncisão. Este prepúcio remanescente é a mucosa que fica entre a glande e a cicatriz da circuncisão, o que resulta na dissimilação do tecido em conjunto. Na circuncisão em adultos, parte do frênulo pode permanecer intacto. O prepúcio remanescente é a mucosa seca e muitas vezes pode ter uma cor e textura diferente do restante da pele do pênis. Pode ser rosada ou de cor clara, e normalmente fica coberta de queratina para protegê-la de um ambiente seco. Algumas cicatrizes de circuncisão resultam em uma diferença de cor marcada no eixo.
As características da cicatriz da circuncisão dependem da técnica utilizada. Técnicas cirúrgicas abertas usando suturas causam cicatrizes irregulares onde as suturas foram colocadas. As circuncisões neonatais não requerem suturas e resultam em uma cicatriz fina e uniforme. As circuncisões após o período neonatal que são realizadas sem suturas (técnicas que usam adesivo tecidual de cianoacrilato em vez de suturas e técnicas como Plastibell que cicatrizam por intenção secundária) resultam em uma cicatriz uniforme e circunferencial.

## Problemas com a cicatriz

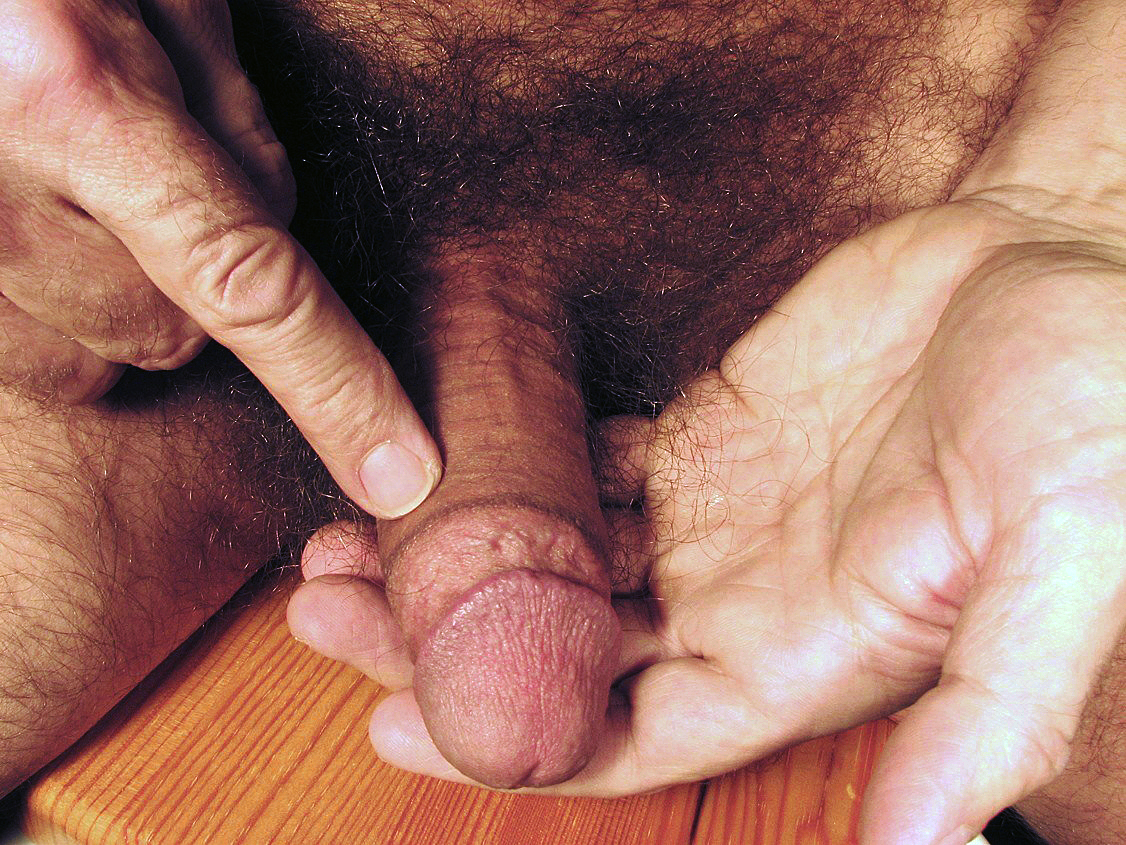
Cicatriz de anel marrom distintivo no pênis adulto resultante da circuncisão neonatal usando o método "Gomco clamp"(Gancho de Gomco).

Há alguma controvérsia sobre o que acontece com os nervos cortados do prepúcio na cicatriz. Xin et al. (1997) sugerem que os nervos se regeneram, formando novos receptores. Entretanto, os patologistas Cold & Taylor (1999) relatam: "Histologia da cicatriz de circuncisão masculina mostra neuromas de amputação, proliferação de células de Schwann e coleção bulbosa de neuritos de tamanhos variados. Os neuromas de amputação não medeiam a sensação normal e são notórios por gerar dor."
O câncer de pênis pode ocorrer na cicatriz que são formados de manchas e manchas permanentes na glande. Em alguns casos, a cicatriz pode formar um anel apertado, causando estenose prepucial.